# Heinrich Schmidt (Politiker, 1900)
Heinrich Schmidt  (* 11. Mai 1900 in Straßebersbach; † 10. August 1977) war ein hessischer Politiker (CDU) und ehemaliger Abgeordneter des Hessischen Landtags.

## Ausbildung und Beruf
Heinrich Schmidt machte nach der Volksschule eine Schlosserlehre, arbeitete in seinem Beruf und war seit 1947 Betriebsratsvorsitzender der Buderus‘schen Eisenwerke und seit 1953 Mitglied des Aufsichtsrats.

## Politik
Heinrich Schmidt war Mitglied der CDU und auch in den Vereinigungen der Union aktiv. So war er Vorsitzender der Sozialausschüsse der Christlich Demokratischen Arbeitnehmerschaft (CDA) der Kreise Dillenburg und Biedenkopf. Er war zudem Mitglied der evangelischen Arbeiterbewegung.
Schmidt war seit 1948 als Mitglied der Gemeindevertretung und 1952 bis 1956 als Mitglied des Kreistags des Dillkreises kommunalpolitisch tätig. Vom 1. Dezember 1954 bis zum 30. November 1962 war er zwei Wahlperioden lang Mitglied des Hessischen Landtags. 1959 war er Mitglied der 3. Bundesversammlung.